# MediEvil Resurrection
MediEvil Resurrection est un jeu vidéo d'action et d'aventure développé par Studio Cambridge et édité par Sony Computer Entertainment sur PlayStation Portable. Il s'agit du remake de MediEvil, sorti en 1998 sur PlayStation. Les environnements ont été refaits mais le fond reste le même.

## Les modifications et nouveautés
- Dan est assisté par Al Zalam, un génie à la langue bien pendue.
- De nouveaux niveaux font leur apparition : les plaines de Potencie, les quais du Scorbut et l'île du Dragon.
- L'aspect humoristique a fortement été accentué.
- Les héros du Panthéon des Héros (Hall des Héros dans MediEvil) donnent à Dan plus d'armes que dans MediEvil.
- Le Royaume de Gallowmere devient « le Royaume de Potencie » dans la version française.
- Dans la version française, le nom du roi Peregrin est francisé en roi Pélerin, il s'agit de la traduction de « pérégrination » en « pèlerinage », art de voyager.

## Les voix françaises
- Sir Daniel Fortesque : Jason Wilson (le créateur de MediEvil)
- La Mort, le narrateur : Benoît Allemane